# Четверг Октябрь Кристиан II
Четверг Октябрь Кристиан II (англ. Thursday October Christian II; 1 октября 1820, Острова Питкэрн, Британские заморские территории — 27 мая 1911, Острова Питкэрн, Британские заморские территории) — правитель острова Питкэрн из рода Кристиан. Пятый магистрат острова Питкэрн. Также известен как «Доктор», «Дадди» или «Дуди».

## Биография
Четверг Октябрь Кристиан II родился 19 ноября 1820 года. Кристиан был на три четверти полинезийцем, его родителями были Четверг Октябрь Кристиан и Тераура, дети бунтовщиков с HMS Bounty и таитянских женщин, которые поселились на острове Питкэрн в конце XVIII века.
24 марта 1839 года он женился на Мэри Янг, внучке Неда Янга. У них было 17 детей из которых семеро умерли в детстве, а трое дожили до 73 лет.
Четверг Октябрь Кристиан II был одним из первых поселенцев, вернувшихся на Питкэрн с острова Норфолк в 1864 году. После чего он стал политическим лидером островов Питкэрн.
Его образ присутствует в рассказе Марка Твена 1879 года «Великая революция на Питкэрне».
Четверг Октябрь Кристиан II был пятым магистратом островов Питкэрн, занимавшим эту должность в 1844, 1851, 1864, 1867, 1873–1874, 1880 и 1882 годах.